# Języki południowosamojedzkie
Języki południowosamojedzkie – konwencjonalny zespół językowy obejmujący trzy języki w obrębie grupy języków samojedzkich (uralska rodzina językowa). Języki te występowały na Syberii (Rosja), obecnie jedynym językiem żywym należącym do zespołu jest język selkupski (ostiak-samojedzki) – ok. 1000 mówiących (2010). Oprócz niego do języków południowosamojedzkich zaliczały się: bardzo słabo poznany język matorski (wymarł w poł. XIX w.) oraz język kamasyjski (wymarł pod koniec XX w.). Ich jedność genetyczna jest wątpliwa, ale termin może być używany w sensie geograficznym.